# 물금읍
물금읍(勿禁邑)은 경상남도 양산시의 남서부에 위치한 읍이다. 양산시의 대표적인 신도시 지역이다.

## 역사
- 신라 시대 양주(良州) 황산진(黃山津)
- 고려 시대 양주(梁州) 황산진
- 조선 시대 양산군(梁山郡) 서면(西面)
- 1897년 양산군 상서면(上西面) - 서면을 상서면과 하서면으로 분리하였다.
- 1914년 4월 1일 양산군 상서면 7개 리로 통폐합하였다.[1]

| 신 행정구역 | 신 행정구역                                          |
| ----------- | ---------------------------------------------------- |
| 상서면 일원 | 어곡동, 유산동, 교동, 범어동, 가촌동, 화학동, 증산동 |
- 1936년 4월 1일 상서면을 물금면(勿禁面)으로,[2] 화학리를 물금리로 개칭하였다.[3]
- 1983년 2월 15일 유산리, 어곡리, 교리 일부를 양산읍으로 이관하고,[4] 교리 일부는 범어리로 합하였다. (4법정리)
- 1996년 3월 1일 양산군을 양산시로 개편하고,[5] 물금면을 물금읍으로 승격하였다.[6]

## 인구 추이
2022년 12월말 물금읍의 인구는 12만552명으로 양산시의 원도심인 옛 양산읍 지역(중앙·양주·삼성·강서동: 7만3,381명)이나 옛 웅상읍 지역(서창·소주·평산·덕계동: 9만6,657명)보다 많다. 물금읍은 2000년대 중반부터 가파르게 인구가 증가하여 주민등록상 2009년 12월에 4만명, 2013년 12월에 5만명, 2014년 8월에 6만명, 2015년 11월에 7만명, 2016년 8월에 8만명, 2017년 3월에 9만명, 2017년 9월에 10만명, 2018년 5월에 11만 명을 각각 돌파하고 2020년 12월에 12만명에 이르렀다. 향후 물금읍은 옛 웅상읍이나 김해시 장유면, 경기도 광주시 오포읍과 유사하게 3~4개의 행정동으로 분리될 가능성이 있다.

## 법정리
- 범어리(凡魚里)
- 가촌리(佳村里)
- 증산리(曾山里)
- 물금리(勿禁里)

## 교육
- 고등학교

|  | - 물금고등학교 (범어리) - 범어고등학교 (범어리) - 증산고등학교 (가촌리) |

- 중학교

|  | - 물금중학교 (가촌리) - 물금동아중학교 (물금리) - 범어중학교 (범어리) - 신주중학교 (범어리) - 증산중학교 (범어리) |

- 초등학교

|  | - 가남초등학교 (가촌리) - 가양초등학교 (물금리) - 가촌초등학교 (가촌리) - 서남초등학교 (범어리) - 범어초등학교 (범어리) - 신주초등학교 (범어리) - 오봉초등학교 (범어리) - 황산초등학교 (범어리) - 물금초등학교 (가촌리) - 성산초등학교 (범어리) - 증산초등학교 (범어리) |

## 주요 기관
- 물금읍 행정복지센터
- 양산경찰서
- 양산경찰서 물금지구대
- 양산소방서
- 양산물금우체국
- 양산범어우체국
- 양산황산우체국
- 양산범어동중우편취급소
- 양산국민체육센터
- 양산시립도서관
- 경상남도 양산교육지원청

## 교통

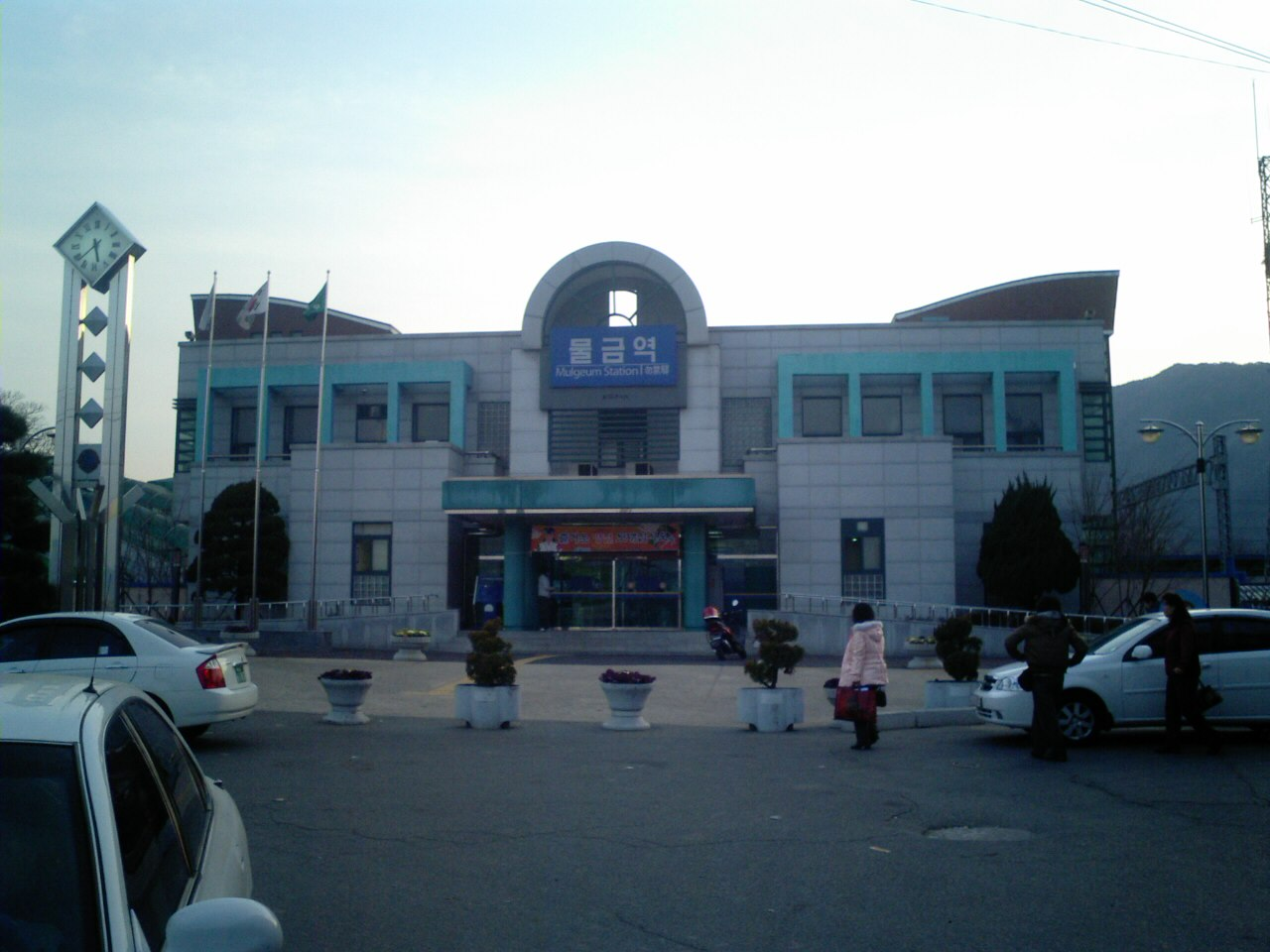
물금읍을 중심으로 하는 철도역인 물금역의 모습.

- 고속도로: 중앙고속도로지선 물금 나들목
- 철도: 경부선 물금역
- 일반 도로: 지방도 제1022호선
- 지하철: 부산 도시철도 2호선(증산역, 부산대양산캠퍼스역, 남양산역 등 3개의 역사)
- 시내버스 증산차고지